# Ервин Салцбергер
Ервин Салцбергер — Станко (Пале, 31. мај 1912 — Београд, 3. август 1995) био је учесник Народноослободилачке борбе и генерал-мајор артиљерије ЈНА.

## Биографија
Рођен је 31. мај 1912. године на Палама, од оца Леополда и мајке Катице, рођене Блау. Основну школу завршио је 1922. године, а потом реалну гимназију у Сарајеву (1922—1926). Похађао је Средњу техничку школу у Сарајеву, машински одсек (1926—1930). За време војног рока завршио је Школу за резервне артиљеријске официре у Сарајеву (1933—1934), а 1939. и курс обалске артиљерије у Боки которској. Радио је као технички чиновник Управе трамваја у Сарајеву, где је имао истакнуту улогу у првом покушају увођења тролејбуског саобраћаја у граду. На Салцбергерову иницијативу, приступило се 1936. самосталном пројектовању тролејбуса помоћу камионске шасије и изради контактне мреже.
У Априлском рату учествовао је као официр обалске батерије у Боки которској. По капитулацији, успео је да избегне заробљеништво. Период од априла до септембра 1941. провео је у Сарајеву, без запослења. Пре рата је био присталица радничког покрета, па је од 1931. био активан и у Радничком планинарском друштву „Пријатељи природе”. Његови родитељи су по окупацији избегли у Дубровник, али су затворени у италијански концентрациони логор у Купарима, а затим на Рабу. По капитулацији Италије прешли су на слободну територију. Старији брат Алфред убијен је у Јасеновцу, док је млађи Алберт погубљен након што је као партизан заробљен од стране усташа. Ервин Салцбергер је почео да ради за Народноослободилачки покрет (НОП) јуна 1941. када је постао члан диверзантске групе у Сарајеву, а у партизански одред Игман ступио је 10. септембра 1941. До 1. октобра био је командант батаљона у Семизовачком одреду, а до јануара 1942. налазио се на челу одреда Звијезда. Убрзо је прешао на место интенданта истог одреда, где се задржао до априла 1942. Члан Комунистичке партије Југославије (КПЈ) постао је 4. фебруара 1942. До маја исте године био је борац Шесте источнобосанске ударне бригаде, а до краја 1942. у истој јединици је заузимао места десетара и заменика команданта чете. Период од октобра до новембра 1942. провео је и као командант чете Шесте источнобосанске ударне бригаде.
Од марта до октобра 1943. налазио се на месту команданта батаљона Петнаесте мајевичке ударне бригаде, а крај 1943. дочекао је као командант батерије Седме ударне дивизије. Јануара 1943. прележао је пегави тифус. Наредни период, од децембра 1943. до новембра 1944, провео је на месту начелника Штаба Шеснаесте муслиманске ударне бригаде. Крај рата затекао га је на месту команданта Војне школе Трећег корпуса. Убрзо је послат на усавршавање у Вишу артиљеријску официрску школу Црвене армије у Лењинграду (1945), да би касније био именован за заменика команданта Артиљеријске официрске школе (јануар-новембар 1946). Завршио је и Вишу војну академију Југословенске народне армије (1952—1954) и Курс оператике при Ратној школи Више војне академије ЈНА (1961).
До пензионисања 1964. године, заузимао је низ руководећих дужности у ЈНА: начелник артиљерије Команде I армијске области (1956), заменик начелника артиљерије Југословенске ратне морнарице (1956),
начелник артиљерије I армијске области (1958), начелник Катедре земаљске артиљерије Више војне академије ЈНА (1961).
Генерал Салцбергер био је и у два наврата члан југословенске војне делегације упућене у СССР.
Чин потпуковника стекао је 1946, пуковника 1952, док је за генерал-мајора промовисан 1963. Ервин Салцбергер дао је значајан допринос организационом развоју артиљерије ЈНА и појединим техничким решењима у ратним условима. Активно је учестовао у друштвеном животу Београда као члан општинских организација, Савеза бораца и Црвеног крста.
Преминуо је 3. августа 1995. године у Београду.

## Одликовања
- Орден за храброст (1946),
- Орден заслуга за народ II реда (1947),
- Орден братства и јединства II реда (1947),
- Орден за војне заслуге II реда (1952),
- Орден народне армије II реда (1968).

Носилац је Партизанске споменице 1941., Спомен плакете града Београда (1969) и Спомен плакета града Сарајева (1965).